# Theresia
Theresia is een meisjesnaam.
Varianten van de naam zijn onder andere Theresa, Teresa, Thérèse, Trees, Tessa, Thera en Treza.
De naam komt uit het Grieks, de oorsprong van de naam is onzeker. De naam is mogelijk afgeleid van theros, wat "warmte, zomer, oogst" betekent. De naam kan ook zijn afgeleid van therizein, met de betekenis "oogsten". Een andere mogelijkheid is het Griekse woord thèraein, wat "jagen" betekent.
Een ander verklaring kan zijn dat de naam verwijst naar een "bewoonster van het eiland Thera" of een "bewoonster van Therasia".

## Bekende naamdraagsters
- Theresia van Portugal (1178-1250)
- Theresia of Teresa van Ávila (1515-1582), karmelietes, mystica, heilige en kerkleraar
- Maria Theresia (1717-1780), aartshertogin van Oostenrijk, koningin van Hongarije en Bohemen van 1740 tot 1780, Duitse keizerin van 1745 tot 1765
- Theresia of Thérèse van Lisieux, (1873-1897), karmelietes, mystica, rooms-katholieke heilige en kerklerares
- Teresia Benedicta van het Kruis, de kloosternaam van Edith Stein (1891-1942), een joodse karmelietes die omkwam in Auschwitz
- Therese Neumann (1898-1962), een Beierse mystica
- Moeder Teresa (1910-1997) van Calcutta, winnares van de Nobelprijs voor de Vrede
- Tessa de Loo (1946), een Nederlandse auteur
- Teresa Heinz Kerry (1938), de vrouw van John Kerry
- Teresa Berganza (1935), een Spaanse mezzo-sopraan
- Therese Grankvist (1977), een Zweedse zangeres
- Anne Teresa De Keersmaeker (1960), een Vlaamse choreografe
- Thérèse Steinmetz (1933, een Nederlandse zangeres

## Geografische plaatsen
- Theresa (Wisconsin), een plaats in de staat Wisconsin in de Verenigde Staten
- Thérèse (Seychellen), een van de eilanden van de Seychellen